# Corps expéditionnaire russe sur le front d'Orient
 (août 2019).
Le corps expéditionnaire russe sur le front d'Orient est une force de l'armée impériale russe engagée dans les combats de Première Guerre mondiale sur le front d'Orient. Il fait partie des armées alliées d'Orient (en) (AAO), avec les Français, les Britanniques, les Italiens, les Serbes et les Grecs, qui, sur le front de Macédoine, combattent les Bulgares, les Allemands et les Austro-Hongrois.

## Aider les frères slaves
L'idée d'envoyer des troupes russes sur le front d'Orient, en 1916, s'inscrit dans un accord militaire franco-russe. En Russie, le pays a des hommes mais manque d'armes alors qu'en France, le pays a des armes mais manque d'hommes. Le 7 décembre 1915, un accord est proposé par Paul Doumer, membre de la commission de l'armée au Sénat, qui consisterait à fournir plus d'armes à la Russie contre des soldats russes qui viendraient combattre sur le front occidental pour combler les pertes françaises de l'année 1915. Le tsar Nicolas II est favorable à cette option et les deux parties trouvent un accord pour envoyer 40 000 soldats russes sur le front occidental, dont la moitié irait sur le front oriental, en Macédoine, pour aider les Serbes, des frères slaves, qui sont en difficulté face aux armées bulgares et austro-hongroises. Pour empêcher son anéantissement, des unités françaises formant l'armée d'Orient, avaient débarqué à Salonique, en octobre 1915, pour venir en aide à l'allié serbe, ce qui n'avait pas empêché l'armée serbe d'être transportée vers l'île de Corfou pour éviter un total anéantissement. À partir de cette date, un front d'Orient est créé, en Macédoine et l'armée française d'Orient va intégrer l'armée alliée d'Orient, commandée par le général Maurice Sarrail.

## Deux brigades russes en Macédoine

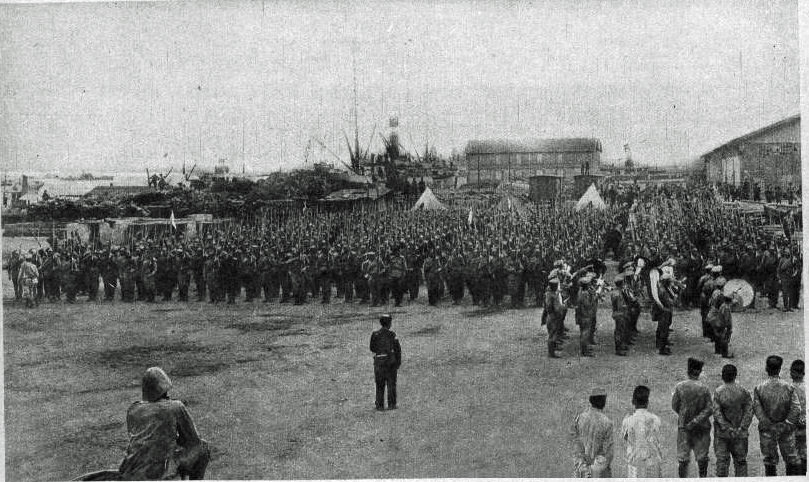
Débarquant à Salonique.

Si les 1re et 3e Brigades russes vont rester sur le front occidental, les 2e et 4e Brigades russes vont rejoindre le front d'Orient via la France. La 2e Brigade est constituée à partir du 22 mai 1916, elle comprend 223 officiers et 9 338 hommes de troupe, elle est commandée par le général Mikhail Dieterichs. La 4e Brigade est formée le 14 juin 1916, elle comprend 179 officiers et 9 338 soldats et est commandée par le général Maxime Leontieff. Dès le 16 juillet 1916, des convois, qui vont s'échelonner jusqu'en octobre 1916, partent d'Arkhangelsk vers Brest, avec des soldats des deux brigades. Ils rallient Toulon en train et s'embarquent pour Salonique. Ce corps expéditionnaire russe va d'ailleurs se renforcer, puisqu'en décembre 1916, les effectifs sont de 23 300 hommes.

## Combats dans la région Flórina-Monastir

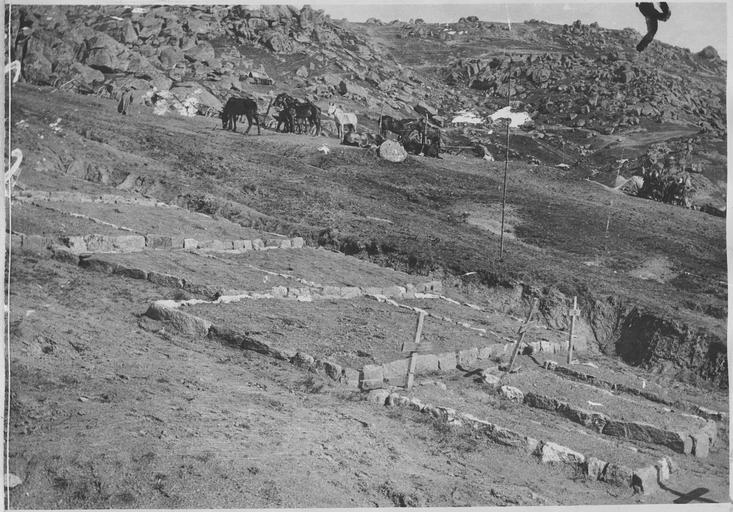
Après les combats dans le boucle de la Cerna.

À la tête de l'armée alliée d'Orient, Maurice Sarrail va lancer des offensives vers la région de Flórina et de Monastir (aujourd'hui Bitola), à partir de septembre 1916, où va combattre la 2e brigade russe et autour du lac Prespa, où va batailler la 4e brigade russe, de novembre 1916 à mai 1917, pour faire recules les bulgares. Les deux brigades participent à la bataille de Monastir, les 17 et 18 décembre 1916, qui voit la prise de la cité par les troupes alliées.

## Du front de Macédoine à Athènes
Après la révolution russe de février 1917, et bien que le nouveau gouvernement russe présidé par le prince Lvov, ait décidé de continuer la guerre au côté des alliés, les brigades russes sont considérées comme peu fiables. Le 10 avril 1917, à Toulon, 4 officiers et 540 soldats russes qui devaient rejoindre Salonique, refusent d'embarquer. Désormais, on fait embarquer les soldats russes vers le front d'Orient sous la menace des armes. D'ailleurs, les 2 brigades russes en Macédoine, éreintées par des mois de combat, sont retirées du front et envoyées à Athènes, où, depuis décembre 1916, la situation est explosive. En effet, deux factions s'opposent en Grèce : celle qui soutient les Empires centraux, qui a la faveur du roi Constantin Ier, et celle favorable à l'Entente, dirigée par Elefthérios Venizélos. En ce mois de décembre 1916, des unités alliés ont débarqué au Pirée et des combats ont eu lieu contre les soldats grecs. Les deux brigades russes sont donc rapatriées sur Athènes pour aider au maintien de l'ordre en attendant l'arrivée du gouvernement grec, présidé par Venizélos, soutenu par l'Entente.

## Renfort russe et combats en Macédoine

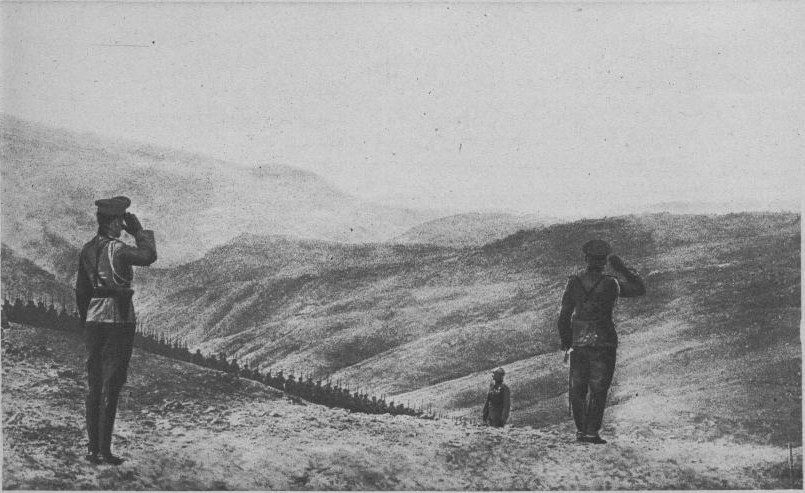
Léontieff passe en revue les troupes russe.

En juin 1917, les deux brigades sont renvoyées sur le front de Macédoine et elles vont s'unir pour former la 2e division spéciale d'infanterie russe. Les généraux Mikhail Dieterichs et Maxime Leontieff vont être rappelés en Russie, remplacés par le colonel Alexandroff, à la tête de la 2e brigade alors que le colonel Tarbeieff prenait la tête de la 4e brigade. La nouvelle division russe va être renforcée dès septembre 1917, par 1518 soldats russes, débarqués à Salonique. Les soldats russes vont participer à une nouvelle offensive et combattre entre le lac Prespa et le lac d'Ohrid, en septembre 1917, aidant les troupes de l'Entente à occuper la ville de Pogradec. Les pertes furent plus dues aux maladies (malaria, paludisme) qu'aux combats proprement dits.

## La démobilisation des deux brigades russes
Le gouvernement français, mécontent de l'action du général Maurice Sarrail en Orient, le fait remplacer par le général Adolphe Guillaumat le 14 décembre 1917. C'est lui qui va devoir gérer la démobilisation des deux brigades russes, sur la demande du Sovnarkom, le 31 décembre, les bolcheviks, au pouvoir dans l'Empire russe depuis octobre 1917, négociant la paix avec les Allemands et désirant le retrait des troupes d'Orient. Début janvier 1918, trois choix sont offerts aux soldats russes de Macédoine :
- Continuer le combat dans la Légion russe, en train d'être constituée en France ou dans la Légion étrangère.
- Travailler à l'arrière du front d'Orient (travail de terrassement,d'entretien des routes, dans le secteur de Flórina) contre une rémunération.
- Travaux forcés en Afrique du Nord ou en Grèce pour les plus rebelles.

Des révoltes éclatent, réprimées par les soldats français et un camp russe est créé à Salonique, sous le commandement du lieutenant-colonel Everts. Les évasions et désertions sont nombreuses, et d'août à décembre 1918, on compte 1327 évadés, qui, pour la plupart, essaient de retourner en Russie.
Pour les soldats russes du front d'Orient qui ont continué le combat en France, dans la Légion étrangère, beaucoup sont restés dans l'Hexagone, après la guerre, comme ce fut le cas pour Pierre Gortchakoff (1897 Irkoutsk-1942 Marseille). Né à Irkoutsk, habitant à Sretensk, près de la frontière chinoise, Pierre fut mobilisé dans l'armée russe, en 1916 et fut envoyé sur le front d'Orient l'été 1917. En janvier 1918, après la démobilisation des deux brigades russes, il s'engagea dans le régiment de marche de la Légion étrangère et combattit dans la 1re division Marocaine, dans le nord de la France. Démobilisé en 1919, il s'installa à Marseille, avec plusieurs autres russes, en espérant pouvoir se payer un billet pour la ligne maritime Marseille-Istanbul, pour pouvoir retourner en Russie.